# Joan Baptista Olòriz Serra
Joan Bautista Olòriz Serra (Barcelona, 23 de enero de 1954) es un político español, diputado en el Congreso en la XI y XII legislaturas.

## Biografía
Es licenciado en Filosofía y Letras, sección Historia, por la Universidad Autónoma de Barcelona y doctorado por la Universidad de Gerona. Ha trabajado como profesor de secundaria en las comarcas gerundenses y actualmente es catedrático en el instituto Santiago Sobrequés de Gerona. Militante del PSUC desde 1971 y posteriormente de ICV (hasta 2015), ha sido miembro del Consejo Social de la Universidad de Gerona y síndico de 1994 a 1999. También es miembro de la sección intercomarcal de Comisiones Obreras de Cataluña y representante del profesorado a la Junta de Personal de Enseñanza no Universitaria.
Fue elegido concejal del ayuntamiento de Gerona en las elecciones municipales españolas de 1999 por ICV y desde 2000 fue portavoz del grupo municipal. En las elecciones municipales españolas de 2003 y 2007 renovó el cargo y además fue segundo teniente de alcalde y concejal de políticas sociales y cooperación. En las elecciones municipales españolas de 2011, sin embargo, solo fue portavoz del grupo municipal.
En las elecciones generales de 2015 y 2016 fue elegido diputado por Gerona como independiente en la candidatura de Esquerra Republicana de Catalunya.